# Nimic
 (juillet 2025).
Pour plus de détails, voir Fiche technique et Distribution.
Nimic est un film germano-américano-britannique co-écrit et réalisé par Yórgos Lánthimos, sorti en 2019.
Il s'agit d'une comédie dramatique contenant des éléments de l'ordre du fantastique.

## Synopsis
Un violoncelliste professionnel fait une rencontre dans le métro qui va bouleverser sa vie.

## Fiche technique
- Titre : Nimic
- Réalisation : Yórgos Lánthimos
- Scénario : Yórgos Lánthimos et Efthýmis Filíppou, sur une idée de David Kolbusz
- Photographie : Diego Garcia
- Montage : Dominic Leung, Yorgos Mavropsaridis
- Directeur artistique : Daniela Schneider
- Costumes : Jennifer Johnson
- Producteur : Adam Saward
- Société de production : MERMAN, Droga5
- Pays d’origine :  Allemagne |  États-Unis |  Royaume-Uni
- Langue originale : anglais, espagnol
- Format : Couleur — 35 mm — 1,85:1
- Genre : Comédie dramatique, Film fantastique
- Durée : 12 minutes
- Dates de sortie : 9 août 2019

## Distribution
- Matt Dillon : le père
- Daphné Patakia : mimic
- Susan Elle : la mère
- Sara Lee : la première fille
- Eugena Lee : la seconde fille
- Rowan Kay : le fils
- Anvo Kyle : l'homme dans le bus